# Денисов, Владимир Николаевич
Влади́мир Никола́евич Дени́сов (21 марта 1944, Ташла, Чкаловская область — 7 марта 2020, Оренбург) — советский, российский токарь; Герой Социалистического Труда (1984).

## Биография
Родился 21 марта 1944 года в селе Ташла в семье рабочего. С 14 лет работал учеником токаря на авиационном заводе, затем — токарем 3 разряда на заводе «Узбексельмаш» (Ташкент); одновременно учился в вечерней школе. С 1961 года — токарь на Оренбургском машиностроительном заводе.
Срочную службу в Советской армии проходил на полигоне Байконур (1963—1965).
С 1965 года работал на Оренбургском машиностроительном заводе (токарем, токарем-универсалом высшей категории; с 1981 — бригадиром).
В 1984 году В. Н. Денисову было присвоено звание Героя Социалистического Труда с вручением ордена Ленина и золотой медали «Серп и Молот».
С 2013 года являлся членом Совета старейшин при губернаторе Оренбургской области.
Умер в Оренбурге 7 марта 2020 года. Похоронен на кладбищенском комплексе «Степной-1» города Оренбурга.

## Награды
- орден Трудового Красного Знамени (5.6.1978)
- Герой Социалистического Труда (орден Ленина и золотая медаль «Серп и Молот»; 26.12.1984) — за проявленную трудовую доблесть и достижение выдающихся успехов в выполнении заданий пятилетки и социалистических обязательств
- медали, в том числе «За трудовую доблесть» (26.4.1971)[1][2][3].

## Комментарии
1. ↑  По другим данным — в Оренбурге[1].